# Lac Cinconsine
 (juillet 2018).
Le Lac Cinconsine est située sur la rive ouest de la rivière Saint-Maurice, dans le territoire de La Tuque, en Mauricie, au Québec, au Canada. Le territoire entourant le lac fait partie de la partie nord de la zec Wessonneau.

## Géographie
Le lac Cinconsine a la forme d'une botte dont le bout pointe vers le sud-est, soit vers le hameau de Rivière-aux-Rats, situé sur la rive-Est de la rivière Saint-Maurice. Ce lac a une longueur de 6,5 km par 3,2 km de largeur. Il est situé à 18 km (en ligne directe) à l'ouest de La Tuque et à 21 km au nord-ouest de Rivière-aux-Rats. Ce lac, entouré de montagnes, est situé entièrement en milieu forestier. Annuellement, la surface du lac est gelée de novembre jusqu'à avril. Du côté ouest, le sous-bassin versant est celui du Ruisseau Deveriche (La Tuque) et au sud, il y a le bassin versant de la rivière Wessonneau.
Le lac Cinconsine est bordé par de hautes montagnes, dont certains sommets atteignent 400 m du côté Est et aussi du côté sud-Ouest. Au nord-est, le lac reçoit les eaux d'une longue vallée étroite, comportant plusieurs lacs dont : Grandmont, Tom et Franquet. Par le nord-est, le lac Cinconcine reçoit les eaux de la décharge du lac Lachance. Du côté ouest, il reçoit les eaux des lacs Baxter et Bordeleau. Toujours du côté ouest, une petite rivière se déverse dans le lac Sinueux qui forme une baie presque refermée du lac Cinconcine.
Le lac Cinconcine a une superficie de 1272 hectares et une profondeur maximale de 99 m. La surface du lac est à une altitude de 244 m. Coordonnées du barrage : latitude : 47° 22' 36.4" (47.3768°) nord ; longitude : 73° 01' 44" (73.0283°) ouest. 
Le barrage Cinconsine est situé à l'embouchure, du côté sud du lac. Il s'écoule par le ruisseau Cinconsine, lequel descend vers le sud sur une longueur de 5,5 km de long. Après avoir traversé le barrage, l'eau s'accumule dans le petit lac Napinu, lequel se décharge par le sud vers le lac Miroir. Le premier segment de cette rivière, entre le barrage du lac Cinconsine et le lac Boulanger est de 2,5 km. La distance, entre le lac Boulanger et la rivière aux Rats est de 2 km. Les coordonnées de l'embouchure sont : latitude : 47° 22' 37" ; longitude : 73° 01' 44".
Pour atteindre la rive Ouest du lac Cinconsine, à partir de la route 155, il est requis d'emprunter le pont Gaston-Fortin qui enjambe la rivière Saint-Maurice. Puis de continuer sur la route forestière vers le nord-ouest en longeant la rivière aux Rats sur 25,4 km ; et prendre un embranchement à droite sur environ 9 km, en longeant le ruisseau Cinconsine.